# 近鉄2600系電車
近鉄2600系電車（きんてつ2600けいでんしゃ）とは、近畿日本鉄道（近鉄）が1970年に導入した電車（一般車両）である。大阪線・名古屋線の長距離一般列車用として、4扉車としては日本初のクロスシート車として登場した。
解説の便宜上、本項では賢島寄り先頭車の車両番号+F（Formation=編成の略）を編成名として記述する（例：モ2601以下4両編成=2601F）。

## 概要
2600系は長距離輸送の改善と2200系の代替のため、大阪線・名古屋線の急行用車両として4扉固定クロスシートで登場した。1971年には冷房装置を試作搭載した2680系が、1972年には2600系・2680系の量産車として2610系が登場している。
当初は伊勢方面への観光輸送・長距離利用者の利便に応え、同時に大阪口での通勤輸送や大阪線山間部区間での地域輸送、団体専用列車など、多目的な輸送の両立を考慮した対面固定式クロスシート車として製造された。
それまで2600という形式番号を使用する車両に新2200系の貴賓車を出自とするサ2600号1両が存在したが、1964年にサ3018へと改番されており、形式、個体番号ともに重複したことはない。

## 編成
1970年に4両編成2本と2両編成2本の計12両が製造された。当時の日本では初の片側4扉車体にトイレと全席クロスシートを備える車両であった。
電算記号（他社でいう編成記号）はQである。
|         | ← 大阪上本町・近鉄名古屋鳥羽 → |             |            |             |
| 4両編成 | Tc ク2700形                    | M モ2650形  | T サ2750形 | Mc モ2600形 |
| 2両編成 | Tc ク2700形                    | Mc モ2600形 |            |             |

## 構造

### 車体・車内
車体設計は通勤形一般4扉車の1810系や2410系を踏襲した。前面には排障器が、側面には点灯式の列車種別表示器が取り付けられた。座席からの展望性を考慮して側窓の天地寸法がロングシート車よりも80 mm大きく、窓框の高さも50 mm低い。
車内設備は国鉄の近郊形車両に準じた設備を持つ。座席は対面固定式クロスシートで、乗降扉間に2ボックスが設置された。4扉とクロスシートの両立のため、ボックス長は1,320 mmで国鉄近郊形車両（当時の標準1,420 mm）よりも狭く、シートは肘掛けが省略され、背摺りもロングシート並みに低い設計であった。座席表地はビニールクロスである。
乗降扉部分には団体列車運用を想定して収納式補助席も設けられており、補助席使用時には乗降扉は700 mmしか開かないようになっていた。冷房装置は搭載されず、空調設備にはラインデリアを装備した。
トイレはク2700形とサ2750形に和式（処理方式は貯蔵タンク式）が1箇所ずつ設置されている。また、トイレや運転席のないモ2650形は定員210名と当時国内最大を誇り、これは後に増備された2680系モ2680形（奇数）、2610系モ2660形も同様であった。

### 主要機器
駆動装置はWNドライブで、主電動機は三菱電機MB-3110-A (155 kW) を装備し、制御装置は1C4M制御の三菱製ABFM-214-15-MDH電動カム軸式抵抗制御で各電動車に搭載した。これらは2400系以来採用されているものである。
台車は2410系と同様の近畿車輛製シュリーレン式空気ばね台車のKD-66系である。集電装置はモ2650形に2基、モ2600形のT車側に1基搭載した。空気圧縮機はク2700形とサ2750形、電動発電機はク2700形に搭載した。
ブレーキ（制動）方式はHSC-D (発電制動付き) 電磁直通ブレーキで、抑速ブレーキを備える。

## 改造

### 冷房化改造と座席交換
1979年に冷房化され、パンタグラフが下枠交差式に交換された。2603F・2604Fは将来のパンタグラフ増設を考慮してクーラーキセのカバーが中央に寄せて設置されている。
車内は座席の背摺りを高く改修し、ビニールクロスの座席表地はモケット化され、一部座席はボックス長を広げている。

### 車体更新
1989年から車体の内外装材交換と車体前面および側面の方向幕設置とトイレの室内改修を中心とする車体更新が行われた。ただし、座席は繁忙期の団体専用列車運用を考慮して従来の対面固定式クロスシートで残置されている。

## 運用
2600系は大阪線に2両編成・4両編成の各1本、名古屋線にも同じく2両編成・4両編成の各1本が配置されて長距離急行列車で運用された。大阪 - 伊勢間のほか、1976年3月のダイヤ変更まで設定されていた名阪直通急行にも使用された。
1979年の冷房化と座席交換後は全編成が名古屋線に集約され、高安検車区から富吉検車区に転属した。
その後はクロスシートのまま名古屋線急行を中心に使用されたが、2601F・2604Fは1998年に高安検車区に再転属した。2002年2月から2004年1月にかけて全編成が除籍・廃車解体され、形式消滅した。